# Paul Gäbler

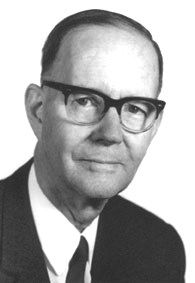
Paul Gäbler um 1965

Paul Hermann Julius Theodor Gäbler (* 25. Dezember 1901 in Tiruvallur in Tamil Nadu; † 3. Oktober 1972 in Göttingen) war ein evangelischer Theologe. Er arbeitete als Missionar in Tamil Nadu und als Pastor in Oesselse und Niedernjesa sowie als Lehrbeauftragter für Missionswissenschaft an der Georg-August-Universität Göttingen und veröffentlichte als Autor theologische Fachliteratur zur Missionswissenschaft.

## Leben

### Herkunft und Ausbildung
Paul Hermann Julius Gäbler wurde 1901 als Sohn des Pfarrers und Missionars Gustav Hermann Gäbler (1867–1918) und seiner Ehefrau Else geborene Thomä (1878–1943) geboren. Hermann Gäbler arbeitete im Auftrag der Leipziger Mission von 1891 bis 1916 als Missionar in Tamil Nadu. Paul Gäbler erlebte die ersten Lebensjahre von 1901 bis 1905 in dem Missionshaus in Tiruvallur, das sein Vater gebaut und als erster Missionar selbst bezogen hatte. Von 1906 bis 1908 lebte er in Tranquebar, nachdem sein Vater dorthin versetzt wurde.
Da zuvor seine Stiefschwester Elisabeth Johanna Gäbler (1895–1897) und seine Stiefmutter Hedwig Gäbler geborene Buckan (1872–1897) aus der ersten Ehe des Vaters in Indien und seine Schwester Hanna Elisabeth Gäbler (*/† 1905) an Tropenkrankheiten gestorben waren, wurde Paul Gäbler 1908 von seinen Eltern zusammen mit seinen Brüdern Ernst Johannes Gäbler (1903–1995) und Ernst Heinrich Gerhardt Gäbler (1907–1974) zu seiner Großmutter und den Schwestern seiner Mutter nach Braunschweig geschickt, während sein Stiefbruder Johannes Karl Hans Gäbler (1897–1980) aus der ersten Ehe von Hermann Gäbler bereits bei Großeltern in Deutschland aufwuchs.
Paul Gäbler besuchte die Bürgerschule und dann von Michaelis 1911 bis zur Reifeprüfung Michaelis 1920 das Wilhelm-Gymnasium. Danach studierte er von 1920 bis 1924 Evangelische Theologie an der Universität Leipzig und bestand 1924 die Prüfung zum ersten Theologischen Examen (pro candidatura et licentia concionandi). Als Vikar unterrichtete er von Ostern 1924 bis Ostern 1925 als Hauskandidat und Lehrer am Evangelisch-Lutherischen Missionsseminar zu Leipzig. Zugleich begann er auf Anregung von Hans Haas an der Universität Leipzig mit den Vorarbeiten für seine Dissertation über Sadhu Sundar Singh. Ostern 1925 reiste er für drei Monate zu Sprachstudien nach England und Schweden. Im Oktober 1925 bestand er in Dresden vor dem sächsischen Landeskonsistorium die Prüfung zum zweiten Theologischen Examen (pro ministerio).
Gäbler wurde am 18. Oktober 1925 in der Thomaskirche in Leipzig ordiniert und am 25. Oktober in der Nikolaikirche zum Missionsdienst in Indien abgeordnet. Im November reiste er über Sri Lanka nach Tamil Nadu aus. Als erster junger Missionar nach dem Ersten Weltkrieg reiste er in sein zukünftiges Arbeitsgebiet in Tamil Nadu. Am 15. Dezember 1925 betrat er indischen Boden.

### Das Leipziger Missionswerk bis 1950
Im Jahr 1706 brachten die Deutschen Bartholomäus Ziegenbalg und Heinrich Plütschau als erste lutherische Missionare den Evangelisch-lutherischen Glauben nach Tamil Nadu. In dem von Dänen besetzten indischen Küstenort Tranquebar begannen sie im Dienst der Dänisch-Halleschen Mission die lutherische Missionsarbeit. Durch die Arbeit lutherischer Missionare der Dänisch-Halleschen Mission, der Leipziger Mission und des in dieser Arbeit partnerschaftlich entstandenen schwedischen Missionswerkes „Church of Sweden Mission (CSM)“ wuchsen im Umkreis lutherischer Missionsstationen vor allem in der Mitte von Tamil Nadu innerhalb von 213 Jahren zahlreiche Kirchengemeinden und kirchliche Institutionen heran. Am 14. Januar 1919 erklärten die so entstandenen lutherischen Kirchengemeinden in Tamil Nadu auf der Synode zu Tanjore gegenüber der „Leipziger Mission“ und der „Church of Sweden Mission“ ihre Selbstständigkeit und gründeten die Tamil Evangelical Lutheran Church (TELC). Sie stellten ihre damit neu gegründete Kirche 1921 unter die Leitung ihrer zunächst schwedischen und später indischen Bischöfe von Tranquebar.
Damit verloren die beiden Missionswerke „Leipziger Mission“ und „Church of Sweden Mission“ ihre Zuständigkeit und ihre Verantwortung für die von ihnen begründeten und nun umgewidmeten Kirchengemeinden. Bis zum Jahr 1950 blieb den beiden Missionswerken im Bereich der TELC nur noch die Führung und Verwaltung der von ihnen in Tamil Nadu aufgebauten kirchlichen Institutionen (beispielsweise Missionsstationen, Schulen, Internate und Krankenhäuser). Im Jahr 1950 übernahm die TELC auch die Führung und Verwaltung dieser kirchlichen Institutionen. Den beiden Missionsgesellschaften blieb danach als Aufgabe nur noch die Zahlung der Subventionen für die TELC und ein Stimmrecht, mit dem sie Entscheidungen der TELC nur beratend begleiten konnten.
Nach dem Ausbruch des Ersten Weltkrieges wurden die deutschen Missionare von den englischen Kolonialherren interniert und 1918 nach Deutschland zurückgebracht. Dazu gehörte auch Paul Gäbler's Vater Hermann Gäbler, der 25 Jahre lang als Missionar und schließlich als Senior (Kirche) der Leipziger Mission in Tamil Nadu gearbeitet hatte. Von 1914 bis zur Entsendung von Paul Gäbler im Jahr 1925 wirkten keine Missionare des Leipziger Missionswerkes in Tamil Nadu. Das Leipziger Missionswerk hatte bis 1914 ebenso wie die anderen deutschen Missionswerke die Zahlung von Gehältern der lutherischen Gemeinden und der kirchlichen Institutionen in Tamil Nadu subventioniert. Ab 1914 konnten die deutschen Missionswerke aufgrund der zurückgegangenen Spendengelder und wegen der Gehaltszahlungen in Deutschland, der kriegsbedingten Geldausfuhrsperren, der Nachkriegsinflation in Deutschland und der Weltwirtschaftskrise kein Geld nach Indien transferieren. So mussten andere lutherische Missionswerke die ausstehenden Zahlungen der deutschen Missionswerke übernehmen. Die amerikanische „United Lutheran Church of America (ULKA)“ zahlte mehr als 100.000 US-Dollar jährlich und die schwedische „Church of Sweden Mission“ zahlte allein in den 8 Jahren 1914 bis 1922 insgesamt rund 1.300.000 US-Dollar, musste aber die Subventionen der verschiedenen deutschen Missionswerke für die TELC und die Gehälter von neu ausgesandten deutschen Missionaren noch viele Jahre lang übernehmen, bis der Zweite Weltkrieg die Arbeit der deutschen Missionare in Indien beendete und bis die TELC ihre Ausgaben irgendwann ganz finanzieren würde, was selbst 1981 nicht abzusehen war.

### Paul Gäbler Missionar des Leipziger Missionswerkes 1925–1940
Die Aufgabenverteilung zwischen der neu gegründeten Kirche TELC einerseits und der „Leipziger Mission“ und der „Church of Sweden Mission“ andererseits fand Gäbler in Tamil Nadu vor, als er mit seiner Arbeit als Missionar begann. Die Jahre 1925 bis 1926 galten der Erlernung der tamulischen Sprache, zunächst in Kodaikanal, anschließend in Madras. Ende 1926 und Ende 1927 legte er in Madras die beiden vorgeschriebenen tamulischen Sprachexamina ab. Am 10. Februar 1928 heiratete er in Mayavaram Elisabeth Paul, eine Tochter von Carl Paul, der Missionsdirektor der Leipziger Mission gewesen war und kurz vor der Hochzeit verstarb. Von 1928 bis 1931 arbeitete er in den Missionsstationen von Coimbatore, Kodaikanal und im Stadtteil Purasawalkam von Madras; er führte diese Missionsstationen selbständig. Er war Mitarbeiter des CVJM. Er leitete in Purasawalkam das Mädcheninternat und die Jugendfreizeiten. Er gab Religionsunterricht an der Fabrizius-Highschool; dort führte er die Aufsicht über sämtlichen Religionsunterricht, da es sich um eine Highschool der Leipziger Mission handelte. Zugleich war er Studentenpfarrer und Universitätslektor der deutschen Sprache an der University of Madras. Als Anerkennung für seine Arbeit als Universitätslektor wurde er 1929 zum Mitglied eines Studienausschusses der Universität Madras berufen. Zu diesem Zeitpunkt besaß die Leipziger Mission für ihre Schulen in Indien zu wenige christliche Lehrer; deshalb stand die Leipziger Mission vor der Grundsatzfrage: „Mehr Evangelisation, weniger Schule“ oder „Die Schulen sind Evangelisation“. Gäbler empfahl wenige Hochschulen mit christlich geführten Internaten. Die Auffassung „Die Schulen sind Evangelisation“ setzte sich in der Leipziger Mission durch; die bisherigen Schulen wurden weitergeführt, und die Ausbildung christlicher Lehrer wurde intensiviert.
Bis 1930 erarbeitete und veröffentlichte Gäbler deutsche Übersetzungen von zwei englischsprachigen Büchern des amerikanischen Autors Stanley Jones:
- The Christ of the Indian Road (1925). Deutsche Übersetzung: Der Christus der indischen Landstraße. Jesu Nachfolge in Indien von Paul Gäbler (1928).
- Christ at the Round Table (1928). Deutsche Übersetzung: Christus am Runden Tisch. Offene Aussprachen unter Jesu Augen in Indien von Paul Gäbler (1930).

Eli Stanley Jones (1884–1973) war als Methodist ein besonders in Indien bekannter amerikanischer Theologe und Missionar. Er arbeitete seit 1907 als Missionar in Indien und unterbrach 1925 die Missionarsarbeit, um die Bücher The Christ of the Indian Road und Christ at the Round Table zu schreiben, die ihn weltweit berühmt machten. Er fand durch seine Toleranz gegenüber den indischen Religionen und seine Befürwortung des indischen Freiheitskampfes einen Zugang zu der indischen Elite. Er war befreundet mit Mohandas K. Gandhi und der Nehru-Gandhi-Familie. In Indien begründete er die christliche Ashram-Bewegung. Seine Bücher waren Bestseller, das Buch The Christ of the Indian Road erzielte weltweit eine Auflage von über einer Million Exemplaren. Gäbler wurde von Stanley Jones zum einzigen deutschen Übersetzer der beiden Werke The Christ of the Indian Road und Christ at the Round Table bestimmt; diese Bücher durften in deutscher Übersetzung nur in den kontinental-europäischen Ländern verkauft und nicht nach Großbritannien, Irland, nach den Vereinigten Staaten von Amerika und in die anderen englischsprachigen Länder exportiert werden.
Vom 14. bis 31. Dezember 1930 unternahm Gäbler im Auftrag des Missionsrats der Leipziger Mission eine Reise zu den lutherischen Malayagemeinden auf der Malaiischen Halbinsel in Malaysia, die in Hungerjahren von tamulischen Christen aus Tamil Nadu besiedelt wurden und seitdem als „hinterindische Diasporagemeinden“ zum Arbeitsbereich der Leipziger Mission gehörten. Er besuchte dort eine Anzahl Gemeinden in Kuala Lumpur und Penang. Der Missionsdirektor Carl Heinrich Ihmels schrieb dazu: „Die hinterindische Diaspora wurde in der Weihnachtszeit von Missionar Gäbler besucht. Er nahm den Eindruck von dort mit, dass in den Gemeinden von den Pastoren gut gearbeitet wird, dass aber der Dienst der Leipziger Mission dort ganz wesentlich ausgedehnt werden könnte und sollte. So haben wir ernstlich den Plan erwogen, ob wir nicht einen Missionar auf der malaiischen Halbinsel stationieren sollten. Leider mussten wir aus finanziellen Gründen vorläufig davon absehen.“
In den Jahren 1931 bis 1933 wirkte Gäbler in Pattukkottai, einer Kleinstadt südlich von Tanjore. In diesem Gebiet, das damals 300.000 Personen umfasste, war noch keine Missionsgesellschaft tätig. Hier war er zuständig für die evangelistische Arbeit unter Hindus.
Gäbler beherrschte die Sprachen Deutsch, Englisch, Französisch, Tamil, Latein, Hebräisch und Griechisch. Zusammen mit dem Bischof David Bexell und dem Pastor E. Hoard schuf er die dritte Auflage des grundlegenden Tamil-Englisch-Wörterbuches, das 1933 erschien. Der deutsche Missionar Johann Phillip Fabricius hatte 1779 die erste Auflage dieses Wörterbuches geschaffen. So trägt das Wörterbuch Tamil und Englisch in allen Auflagen den Namen Johann Philip Fabricius und ist in jeder späteren Auflage ein Jahrhundertwerk:
- Bexell, David (Bishop) with Rev. Paul Gäbler, Rev. E. Hoard: A dictionary Tamil and English based on Johann Philip Fabricius’s “Malabar – English Dictionary”. Tranquebar: Evangelical Lutheran Mission Publishing House, 1933, Third Edition.[17]

#### Heimaturlaub 1933 bis 1935
Im März 1933 trat Gäbler mit seiner Familie den Heimaturlaub in Deutschland an. Dort unternahm er bis zum Anfang 1934 eine umfängliche Reisetätigkeit im Dienste des Leipziger Missionswerkes. Gleichzeitig schrieb er seine Dissertation Sadhu Sundar Singh, die er im März 1935 fertigstellte. Am 2. Mai 1935 wurde er an der theologischen Fakultät der Universität Leipzig promoviert. Die Ergebnisse seiner Forschungen über Sadhu Sundar Singh fasste Gäbler 1962 so zusammen:
- „Geboren 1888 in Rampur unweit Ludhiana im Pandschab als Sikh, wurde Sundar Singh durch eine Christusvision am 18. Dezember 1903 bekehrt und am 3. September 1905 getauft und war fortan christlicher Sadhu (Wandermönch) und Evangelist. Außer einem halbjährigen Bibelkurs (1910) hatte er keine theologische Ausbildung. Seine Reisen und Wanderungen führten ihn kreuz und quer durch Nordindien und 1918 auch nach Südindien und Ceylon. 1918/19 besuchte er Malaya, Japan und China, 1920 Großbritannien und Australien, 1922 Palästina und Westeuropa, darunter Deutschland. Besonders fühlte er sich nach Tibet hingezogen; bei seiner letzten Wanderung dorthin ist er 1929 verschollen. Sundar Singh war Mystiker, geprägt von Gebet und Meditation, die in späteren Jahren häufig in Visionen mündeten. Seine später in sechs Schriften niedergelegte Botschaft handelt vor allem vom persönlichen Leben des Christen, von Gebet und Heiligung, Kreuztragen und Leidensbereitschaft. Fragen des Gemeindelebens dagegen, überhaupt der Aspekt der Kirche, lagen ihm fern. Mit seinem missionarischen Zeugnis hinterließ er in Ost und West einen tiefen Eindruck. Gleichwohl führten allerlei Widersprüche und Übertreibungen in seinen Berichten wie auch manche Darstellungen, die späterer Nachprüfung nicht standhielten, zusammen mit seinen mannigfachen Schilderungen über wunderhafte Erfahrungen während seiner Reisen zum »Sadhustreit«, bei dem Sundar Singh Ablehnung (Pfister), aber auch Verteidiger (Heiler, Appasamy) fand. Will man Sundar Singh gerecht werden, darf man keinesfalls vergessen, dass er als schlichter Sohn eines indischen Dorfes lebenslang der mythischen Welt verhaftet blieb, und dass sich zweifellos nicht selten in seiner Erinnerung reale Erlebnisse mit dem vermengten, was er lediglich in der Ekstase geschaut hatte.“[20]

#### Direktor des Religionslehrerseminars in Trichinopoly 1935 bis 1936
1935 reiste Gäbler zum zweiten Mal nach Indien. Das war nur möglich, weil die Schwedische Missionsgesellschaft sich gegenüber der Leipziger Mission bereit erklärt hatte, die Gehaltszahlung für Gäbler vorzuschießen und ihm in Tamil Nadu auszuzahlen. Es war für die Leipziger Mission schon seit Jahren wegen der Weltwirtschaftskrise und der Devisensperre äußerst schwierig, Spenden zu erhalten und die Spendengelder nach Tamil Nadu zu transferieren. Die Leipziger Mission erklärte sich ihrerseits bereit, das Gehalt für Gäbler für die spätere Rückzahlung an die schwedischen Missionsgesellschaft in einer deutschen Bank festzulegen.
Am 13. Juni 1935 traf Gäbler mit seiner Familie in Colombo ein. Der Dampfer Scharnhorst, mit dem sie fuhren, hatte Genua am 21. Mai 1935 verlassen. Gäbler war der einzige deutsche evangelische Missionar an Bord. Er hielt deshalb alle Schiffsgottesdienste. In der Nähe von Aden starb ein Passagier, ein emeritierter anglikanischer Geistlicher. Nach dem Trauergottesdienst wurde der Sarg den Wellen übergeben.
Gäbler und seine Familie reisten mit der Bahn von Colombo nach Trichinopoly. Die Stadt war schon damals einer der Mittelpunkte der Tamulischen evangelisch-lutherischen Kirche von Tamil Nadu (TELC) und der Sitz von deren Leitung und Kassenverwaltung. Die TELC war am 14. Januar 1919 gegründet worden und umfasste das ehemalige Missionsgebiet der Leipziger Mission und später auch der Schwedischen Mission. Es gab hier 1935 ein theologisch-pädagogisches Seminar für Volksschullehrer, eine Volksschule für Mädchen mit 221 Schülerinnen, ein Mädchenheim mit 100 Kindern, eine Bibelfrauenarbeit und das Frauenheim „Dayalastallam“ verbunden mit einer Weberei.
Das neue Seminargebäude für das theologisch-pädagogische Seminar für Volksschullehrer und die neuen Studentenwohnungen wurden am 9. Juli 1935 von Gäbler und den dreizehn Studenten eingeweiht. Außerdem wurde der Grundstein für die neue Tranquebar-Halle gelegt, die später nach ihrer Fertigstellung als Kapelle und als Unterrichtsraum für das Religionslehrerseminar diente. Gäbler arbeitete hier in den Jahren 1935 bis 1936 als Direktor des Religionslehrerseminars, das auch von Studenten aus den Missionsgebieten der Schwedischen Mission besucht wurde. Zusammen mit dem Pastor Gnanamanikam bildete er hier Religionslehrer aus. Gleichzeitig hatte er die Leitung der sogenannten Coleroon-Mission. Es handelte sich dabei um eine Übertrittsbewegung von reichlich 2000 Katholiken aus der Umgebung des Flusses Kollidam River in die Tamulische evangelisch-lutherische Kirche. Außerdem war er zuständig für die evangelistische Arbeit im Trichy-Tanjore-Distrikt und für die Kurse zur Ausbildung der Kowilpillais, die in Gottesdiensten der evangelisch-lutherischen Gemeinden von Tamil Nadu die Aufgabe des Lektors wahrnehmen.
Im April 1936 bestanden zwölf der dreizehn Seminaristen ihr Examen. Anschließend musste Gäbler die Leitung des Religionslehrerseminars abgeben, weil ihm die Missionsstation Pattukkottai zugewiesen wurde. Seine Aufgaben waren nun die Verwaltung der kirchlichen Ländereien bei Andimadam und die missionarische Arbeit entlang des Flusses Coleroon (heute: Kollidam).

#### Die Coleroon-Mission 1935–1940
Damals war in der indischen Gesellschaft eine Zeit starker Neuaufbrüche. Es gab eine drawidische Bewegung in Südindien, die eine Vorherrschaft der Brahmanen im sich anbahnenden freien Indien befürchtete. Außerdem gab es eine politische Frauenbewegung, die mit den Dalits unter der Leitung von Bhimrao Ramji Ambedkar gegen das Prinzip der „Unberührbarkeit“ kämpfte. Für die Tamilkirche wurde vor allem die Selbstachtungsbewegung bedeutsam. Die atheistischen und teils marxistischen Anhänger dieser Bewegung übten in den Distrikten von Thanjavur und Tiruchirappalli einen starken Einfluss auf Mitglieder der römisch-katholischen Kirche aus. Diese unterhielt seit der Zeit des katholischen Missionars Roberto de Nobili in Indien (1605 bis 1656) getrennte Kirchgebäude für die verschiedenen Kasten. 1934 entschlossen sich Tausende in Tamil Nadu zum Übertritt in die lutherische Kirche. Hier hatte die Trennung der Kasten so gut wie aufgehört. Bereits im Jahr 1910 gab es gemeinsame Sitzplätze in den Speisesälen der evangelischen Internate.
In den Niederungen des Flusses Coleroon zwischen Trichinopoly und Tanjore baten Mitglieder zahlreicher kleinen katholischen Gemeinden um Aufnahme in die Evangelisch-Lutherische Kirche von Tamil Nadu. Zusammen mit anderen Mitarbeitern ging Gäbler den Motiven der Bittsteller nach, klärte Rechtsfragen auf und sorgte für die evangelische Unterweisung. Entlang der Pilgerstraße am Meer bis nach Kameshwaram (Kamaswaram) besuchte er mit zwei tamulischen Evangelisten fünf Monate lang 158 Dörfer, darunter solche, in denen noch nie christliche Missionare aktiv waren. Bis zum Jahr 1938 wurden 3000 indische Christen in die lutherische Kirche in Tamil Nadu aufgenommen.
Gäbler beurteilte 1938 das Ergebnis der Coleroon-Mission folgendermaßen:
- „Das schnelle Wachstum innerhalb der Coleroon-Mission ist zahlenmäßig, nachdem die 3.000-Grenze überschritten ist, zu einem gewissen Abschluss gekommen, wenigstens in den beiden Pastoraten von Lalgudi und Sengaraiyur; im Tirukkattuppalli-Pastorat dagegen geht die Bewegung im kleineren Umfange noch weiter. Beim Rückblick auf die vier Jahre, die ich mit dieser Arbeit verbunden gewesen bin, ist ein beachtlicher Fortschritt zu beobachten. Freilich manche Hoffnungen, die man im Anfang hegte, haben sich als unerfüllbar erwiesen. Dazu gehört vor allem der Traum, dass sich die Coleroon-Mission in verhältnismäßig kurzer Zeit würde finanziell selbst tragen können. Auch von den Kovilpillais hat man wohl zu viel erwartet. Aber andrerseits hat die Arbeit allen heftigen Stürmen getrotzt. Aufs Ganze gesehen, bietet sich dem Beschauer ein recht erfreuliches Bild. Die Prozesssucht ist fast gänzlich verschwunden, der Trunksucht ist unerbittlicher Kampf angesagt, der Gottesdienstbesuch bessert sich, die Gemeinden werden in wachsendem Maße mit Bibel und Katechismus vertraut, und sie lernen Geistliches und Weltliches scheiden. So darf man hoffen, dass die Christen in geistlicher Zucht und Erkenntnis weiter zunehmen werden und bis ans Ende Treue halten.“[22]

#### Senior des Leipziger Missionswerkes 1936–1940
Die Heimkehr von Senior D. Frölich nach Deutschland machte eine Neuordnung der Leitung in Indien nötig. Gäbler, der schon seit einigen Jahren Mitglied des Missionsrates der Leipziger Mission gewesen war, wurde vom Leipziger Missionskollegium im April 1936 zum Senior und damit zum Präsidenten der Leipziger Mission in Tamil Nadu ernannt. Dadurch wurde er auch Leiter des Religionslehrerseminars in Trichinopoly und Vorsitzender des Missionsrates. Er trat am 18. April sein neues Amt an und führte am 22. April zum ersten Mal den Vorsitz im Missionsrat. Die amtlichen Geschäfte, die mit dem Amt des Seniors verbunden sind, nahmen seine ganze Arbeitszeit und den größten Teil seiner Kraft in Anspruch.
Nach dem Ausbruch des Zweiten Weltkrieges wurden die deutschen Männer, die in Indien lebten, von der englischen Kolonialregierung interniert. Zusammen mit den meisten Missionaren wurde Gäbler aber gegen Ende 1939 wieder freigelassen. Anfang 1940 siedelte er mit seiner Familie nach Kumbakonam über. In seiner Bewegungsfreiheit war er allerdings von der englischen Kolonialregierung sehr eingeschränkt.
Da Gäbler seit seiner Geburt in Indien ein Anrecht auf die englische Staatsbürgerschaft besaß, wäre er bei der Annahme der englischen Staatsbürgerschaft mit seiner Familie nicht interniert worden und hätte als englischer Bürger in Zukunft mit seiner Familie in Indien oder in England in Freiheit leben können. Er hatte England bei seinem Sprachstudium im Jahr 1925 kennengelernt und konnte sich vorstellen, was ein Leben in England für ihn und seine Familie bedeuten würde. Aber als Engländer hätte er die deutsche Leipziger Mission in Indien nicht repräsentieren können, und als Engländer wäre er von den Indern angesichts der indischen Freiheitsbewegung von Mahatma Gandhi, den er selber erlebt hatte, kaum toleriert worden. Hinzu kam, dass sein Schwiegervater Carl Paul in Deutschland als Professor und Missionsdirektor Rang und Namen gehabt hatte. So entschied er sich, auf die englische Staatsbürgerschaft zu verzichten.
Die wichtigste Entscheidung, die er als Senior der Leipziger Mission nach dem Ausbruch des Zweiten Weltkrieges vor seinem Weggang in die endgültige Internierung fällen musste, war die Entscheidung, wer nach dem Fortgang der deutschen Missionare in die Kriegsgefangenschaft die Verantwortung für die kirchlichen Organisationen (beispielsweise Missionsstationen, Schulen, Internate und Krankenhäuser) in Tamil Nadu übernehmen sollte.
Die Leipziger Mission äußerte die Auffassung, dass es noch zu früh sei, den Wunsch der TELC nach der Übernahme der Leitung der kirchlichen Organisationen zu erfüllen; deshalb solle die „Church of Sweden Mission“ während des Zweiten Weltkrieges diese Aufgabe wahrnehmen. Gäbler hoffte seinerseits, dass er nach dem Ende des Zweiten Weltkrieges sein bisheriges Amt als Senior der Leipziger Mission erneut wahrnehmen würde. Deshalb übergab er die Verantwortung für die kirchlichen Organisationen in Tamil Nadu der in Südindien tätigen „Church of Sweden Mission“.

### Internierung in Satara und Rückkehr nach Deutschland 1940–1946
Im Mai 1940 wurde Gäbler von der englischen Kolonialregierung zusammen mit seiner Familie in Satara bei Bombay interniert. Während der sechsjährigen Gefangenschaft erforschte er die Sprache Sanskrit und die Sanskritliteratur. Am 27. November 1946 bestieg er mit seiner Familie den englischen Truppentransporter Johan van Oldenbarnevelt und wurde damit nach Deutschland repatriiert.

### Die volle Selbständigkeit der TELC
Gäbler hätte sehr gerne als der amtshabende Senior der Leipziger Mission in Tamil Nadu weiter gewirkt, aber die Tamil Evangelical Lutheran Church (TELC) wollte nicht, dass ein Senior der Leipziger Mission ihren Weg in die volle Selbständigkeit behindern sollte. Deshalb setzte sie sich bei den englischen Kolonialbehörden nicht dafür ein, dass Gäbler in Indien bleiben und weiterarbeiten sollte. Die TELC strebte die volle Unabhängigkeit an und übernahm 1950 auch die volle Verantwortung für die kirchlichen Institutionen in Tamil Nadu. Die gesamten kirchlichen und missionarischen Tätigkeiten wurden dem Kirchenrat (Church Council) der TELC untergeordnet. Anschließend blieb der Leipziger Mission und der Church of Sweden Mission (CSM) bei den Entscheidungen der nun selbständigen Tamil Evangelical Lutheran Church (TELC) nur noch eine beratende Stimme und die eigene Hoffnung, dass die von ihnen überwiesenen Geldbeträge wirklich für die von ihnen gewünschten Projekte verwendet würden. Der Weg in die Selbständigkeit fiel der TELC schwer. Das zeigt die Aussage von William Jesudoss aus dem Jahr 1981:

„Die TELC ist nicht autark, sondern wird von der Schwedischen Kirchenmission und vom Evangelisch-lutherischen Missionswerk in Niedersachsen weiter unterstützt, obwohl sie völlig autonom ist. Der erste Plan für finanzielle Selbstversorgung wurde schon 1916 aufgestellt, als der Kirchenrat beschloss, ausländische Geldhilfen jährlich um Rs. 500/- zu reduzieren, bis 1958 überhaupt keine Subventionen mehr notwendig sein würden. Doch statt abzunehmen, sind die Auslandshilfen seitdem im Endeffekt angewachsen.“

### Ankunft in Hamburg und Entnazifizierung 1946–1947
Die Johan van Oldenbarnevelt legte am 26. Dezember 1946 in Hamburg an. Die ehemaligen Missionare wurden im kalten Winter bei Temperaturen um −20 °C in offenen Fahrzeugen vom Hafen zu dem Internierungslager Neuengamme bei dem ehemaligen Konzentrationslager Neuengamme gebracht. Hier wurden die neu angekommenen Insassen vernommen und auf Mitgliedschaft in der NSDAP/AO sowie Spionagetätigkeit überprüft. Gäbler beschreibt das Verhör bei der Entnazifizierung so (deutsche Übersetzung des englischen Wortlauts): „Es war dann komisch. Ich kam mit meiner Frau. Sie musste persönlich eintreten mit unserer Ulrike, die vierzehn oder fünfzehn Jahre alt war. Dann fragte der Offizier als erstes unsere Tochter: ‚Bist Du in der H.J. gewesen?‘ Und sie fragte meine Frau: ‚Was ist H.J., Mutti? Ich weiß überhaupt nichts über H.J.‘ Das war die Hitlerjugend-Organisation. Dann allerdings änderten sie ihre Auffassung und realisierten, dass wir seit 1939 in Internierungslagern in Indien gewesen waren, dass wir nichts zu tun gehabt hatten mit der ganzen Sache. Und daraufhin gab es keine Schwierigkeiten; und wir kamen schnell durch die Sache.“ Am 3. Januar 1947 wurde Gäbler mit seiner Familie entnazifiziert und mit der Zensur 5 von den Engländern in die Freiheit entlassen.

### Pfarrer für Oesselse und Ingeln 1947–1950
Gäbler fuhr mit seiner Familie im überfüllten Zug von Hamburg aus in die zerstörte Innenstadt von Hannover. Seine Familie wurde dort in drei Gruppen aufgeteilt und wohnte sechs Wochen lang als Gäste bei drei Freunden. Dann wurde Gäbler mit Hilfe des Landesbischofs Hanns Lilje, der ihn seit fast 20 Jahren kannte und schätzte, als Pastor in die Evangelisch-lutherische Landeskirche Hannovers aufgenommen; ihm wurde die freie Pfarrstelle für Oesselse und Ingeln übertragen. Er zog mit seiner Familie am 7. Februar 1947 in das tief verschneite Pfarrhaus Oesselse in die ungeheizte Pfarrdienstwohnung. Es fehlte dort an allem: Winterkleidung, Lebensmittel, Mobiliar, Holz zum Heizen. Aber der Kirchenvorstand fällte im Pfarrwald eine gewaltige Eiche und versorgte die Familie mit allem Notwendigem.
Gäblers Arbeit in Ingeln und Oesselse bestand in diesen drei Jahren nach dem Zweiten Weltkrieg einerseits in der diakonischen Unterstützung der deutschen Flüchtlinge aus den ehemaligen deutschen Ostgebieten und in deren Integrierung in die evangelisch-lutherische Kirchengemeinde und die seelsorgerische Betreuung sowohl der Flüchtlinge als auch der Heimkehrer und der Hinterbliebenen der Gefallenen, die ihre traumatischen Kriegserlebnisse aufarbeiten mussten.

### Pfarrer für Niedernjesa und Stockhausen 1950–1971
Gäbler übernahm vom 1. September 1950 bis zum 31. Januar 1971 die Pfarrstelle für Niedernjesa und Stockhausen bei Göttingen. Wie in seiner vorhergehenden Kirchengemeinde wurden die seelsorgerliche Betreuung und die diakonische Arbeit auch hier zu wichtigen Aufgaben. Die Ev.-luth. Landeskirche Hannovers verfügte, dass jede Kirchengemeinde der Landeskirche eine „Partnergemeinde“ in der DDR zugewiesen bekam. Die Kirchengemeinde Niedernjesa und Stockhausen erhielt die Partnerschaft für die Kirchengemeinde Leubsdorf in Sachsen. Es entstand ein reger Briefwechsel, der durch zahlreiche Pakete an Minderbemittelte in Leubsdorf ergänzt wurde und Jahrzehnte später zu Besuchsfahrten und persönlichen Freundschaften führte.
Da die Bauunterhaltung der Kirchen und des Pfarrhauses jahrzehntelang vernachlässigt worden war, sorgte Gäbler mit dem Kirchenvorstand 1951 für die Neueindeckung des Pfarrhauses in Niedernjesa, 1952 für den Bau einer Kläranlage auf dem Pfarrhof, 1954 für die Neueindeckung des Kirchturms in Stockhausen, 1965 für den Ersatz der Kohleöfen durch Ölöfen in den Räumen des Pfarrhauses, 1969 für die Renovierung des Gemeinderaumes im Pfarrhaus und 1970 für Außenarbeiten an der St.-Laurentius-Kirche in Niedernjesa.
Ein besonderer Höhepunkt war die Hundertjahrfeier der 1855 von dem Architekten Otto Praël entworfenen St.-Laurentius-Kirche in Niedernjesa am 26. Juni 1955. Im Festgottesdienst in der Kirche wurde die Goldene Konfirmation für die Goldenen Konfirmanden gefeiert, die in den Jahren 1887 bis 1905 konfirmiert worden waren. Am Nachmittag gestaltete Gäbler die Hundertjahrfeier der St. Laurentius-Kirche unter der Luther-Linde, an der alle örtlichen Vereine mitwirkten. Die Luther-Linde war 1867 zum 350-jährigen Jubiläum der Bekanntgabe von Luthers 95 Thesen gepflanzt worden. Sie wurde 1972 vom Sturm umgebrochen und am 20. Mai 1973 ersetzt.
Zu Gäblers beruflichem Auftrag gehörte die Ausbildung von Vikaren. Innerhalb der Ev.-luth. Landeskirche Hannovers war er Vorsitzender des Kirchenvorstandes und Mitglied des Kreiskirchenvorstandes, der Synode und zahlreicher ökumenischer Fachausschüsse. Außerdem war er Übersetzer für den Ökumenischen Rat der Kirchen und nahm in deren Auftrag an der 3. Vollversammlung des Ökumenischen Rates der Kirchen 1961 in Neu-Delhi teil.

### Lehrbeauftragter für Missionswissenschaft an der Theologischen Fakultät Göttingen 1957 bis 1972
Nachdem Gäbler in Deutschland durch seine umfangreiche Vortragstätigkeit und durch seine zahlreichen wissenschaftlichen Veröffentlichungen bekannt geworden war, übertrug ihm die Georg-August-Universität Göttingen in den Jahren 1957 bis 1972 einen Lehrauftrag für Missionswissenschaft an der Theologischen Fakultät. Martin Tamcke, Professor für Ökumenische Theologie und Orientalische Kirchen- und Missionsgeschichte an der Georg-August-Universität Göttingen, beurteilt den Missionswissenschaftler Gäbler folgendermaßen:

„Unter denen, die in der jüngeren Geschichte der Theologischen Fakultät der Göttinger Georg-August-Universität sich um die Indienkunde für die Theologie besonders verdient gemacht haben, nimmt Paul Gäbler nun eine herausragende Stellung ein, weil er ganz und gar in seiner Forschung von Indien bestimmt war.“

Als Lehrbeauftragter für Missionswissenschaft veröffentlichte Paul Gäbler Lexikonartikel zu seinen Sachgebieten in Die Religion in Geschichte und Gegenwart, dem Evangelischen Kirchenlexikon, den Zeitschriften Evangelische Theologie und Ökumenische Rundschau und im Weltkirchenlexikon.
Buchbesprechungen zu seinen Sachgebieten schrieb er in den angegebenen Jahren in: Ährenlese (1968), Evangelischer Buchberater (1958 jährlich bis 1972), Evangelische Missionszeitschrift (1949–1951, 1972), Lutherisches Missionsjahrbuch (1955–1956, 1959–1961), The Ecumenical Review (1959), Theologische Literaturzeitung (1964–1965), Ökumenische Rundschau (1953).

### Ruhestand 1971–1972
Am 1. Februar 1971 ging er in den Ruhestand, nahm aber seinen Lehrauftrag für Missionswissenschaft weiter wahr und publizierte in der Evangelischen Missionszeitschrift und im Evangelischen Buchberater. Er verlebte die letzten anderthalb Jahre in seinem Alterssitz in Göttingen-Geismar. Am 3. Oktober 1972 starb er in Göttingen an den Folgen eines Schlaganfalls. Am Sonnabend, 7. Oktober 1972, wurde er in Niedernjesa beigesetzt. Die Trauerfeier fand in der St.-Laurentius-Kirche statt, in der er zwanzig Jahre lang als Pastor gewirkt hatte.

## Mitgliedschaften
- Mitglied des Evangelisch-lutherischen Studentenvereins Philadelphia Leipzig 1920 bis 1924 (Chargierter 1923)
- Mitglied des Studienausschusses der Universität Madras (1929 bis 1930)
- Senior der Leipziger Mission 1936–1940 in Tamil Nadu und Vorstandsmitglied des Leipziger Missionswerkes bis 1972 in der Bundesrepublik Deutschland.
- Mitglied der Deutschen Gesellschaft für Missionswissenschaft
- Mitglied in Gremien und in der Synode der Evangelisch-lutherischen Landeskirche Hannovers.
- Mitglied im Ökumenischen Ausschuss vom Deutschen Nationalkomitee des Lutherischen Weltbundes (DNK/LWB)

## Schriften (Auswahl)
- Ein Ausflug ins Räuberland. In: Evangelisch-lutherisches Missionsblatt. Ev.-luth. Mission Leipzig 1927. S. 36–42.
- Der Islam in Indien als Missionsproblem der Gegenwart. In: Lutherisches Missionsjahrbuch für das Jahr 1930. H. G. Wallmann Verlag, Leipzig 1930, S. 43–57.
- The Call to the Ministry of Christ. Published by the board of Publication of the Federation of Evangelical Lutheran Churches in India. U.L.C.M. Power Press, Guntur 1933, 37 Seiten. Broschüre in englischer Sprache, die einige Vorträge von einer Pastorenfreizeit in Indien enthält.
- Charakterköpfe unter unseren tamulischen Pfarrern. In: Das Buch der deutschen Weltmission. Leopold Klotz Gotha 1935, S. 296–299.
- Sadhu Sundar Singh. Dissertation an der Universität Leipzig, Leipzig 1937
- Unsere indische Missionsarbeit im Jahr 1938. Unsere Missionsarbeit in Indien und Afrika. Ev.-luth. Mission Leipzig. Leipzig 1938/1939. S. 1–13.
- Nâdiamman, die Göttin von Pattukkottai. Ein Beitrag zum Verständnis der Volksreligion in Indien. In: Vom Missionsdienst der Lutherischen Kirche. Berichte und Übersichten dargeboten von der Missionskonferenz in Sachsen durch W. Gerber. Verlag H. G. Wallmann Leipzig 1938. S. 35–48. Siehe dazu: Andreas Nehring: Orientalismus und Mission: Die Repräsentation der tamilischen Gesellschaft und Religion durch Leipziger Missionare 1840–1940. Harrassowitz, Wiesbaden 2003, S. 295–299.
- Report of the coloroon mission: Salvation church, Tirukkattuppalli, consecrated, 7-10-34. Trichinopoly, 1938. 12 Seiten in Englisch. Präsenzbestand in der Evangelisch-theologischen Fakultät in Tübingen (im Theologicum).
- Under the Shadow of Death: A Book of Comfort. 1941, 27 Seiten (Besitzende Bibliothek: Breklum, Zentrum für Mission und Ökumene – Nordkirche weltweit. Signatur: Mi Bio 30).
- Die nichttheologischen Faktoren in ihrer Bedeutung für Wesen und Gestalt der Jungen Kirchen. Evangelische Theologie, München, Nov. 1956, S. 504 bis 520. PDF (Adobe Reader herunterladen)
- Tranquebar und die Ökumene. In: Ökumenische Rundschau 5. Jahrgang, Heft 1 vom März 1956, S. 20–26. Evangelischer Missionsverlag Stuttgart.
- Appasamy. In: Die Religion in Geschichte und Gegenwart. Handwörterbuch für Theologie und Religionswissenschaft. Erster Band A–C. 3. völlig neu bearbeitete Auflage 1957, Sp. 518.
- Paria – Paria, eigentlich Paraiyar = Trommler In: Evangelisches Kirchenlexikon – Kirchlich-theologisches Handwörterbuch. Band P–Z. Vandenhoeck & Ruprecht, Göttingen, 1. Auflage 1959, Sp. 60–61.
- Upanischaden. In: Evangelisches Kirchenlexikon – Kirchlich-theologisches Handwörterbuch. Band P–Z. Vandenhoeck & Ruprecht, Göttingen, 1. Auflage 1959, Sp. 1580–1581.
- Vedische und brahmanische Religion. In: Evangelisches Kirchenlexikon – Kirchlich-theologisches Handwörterbuch. Band P–Z. Vandenhoeck & Ruprecht, Göttingen, 1. Auflage 1959, Sp. 1618–1621.
- Veda. Veda (heiliges Wissen). In: Evangelisches Kirchenlexikon – Kirchlich-theologisches Handwörterbuch. Band P–Z. Vandenhoeck & Ruprecht, Göttingen, 1. Auflage 1959, Sp. 1617–1618.
- Junge Kirchen. In: Weltkirchenlexikon 1960, Sp. 643–648.
- Zur Frage der missionarischen Verkündigung in Indien. In: Evangelische Theologie. 1961, Chr. Kaiser Verlag München, S. 505–519. PDF (Adobe Reader herunterladen).
- Jainismus (Jinismus). In: Evangelisches Kirchenlexikon – Kirchlich-theologisches Handwörterbuch. Band H–O. Vandenhoeck & Ruprecht, Göttingen, 2. unveränderte Auflage 1962, Sp. 231.
- Sundar Singh. In: Evangelisches Kirchenlexikon – Kirchlich-theologisches Handwörterbuch. sechster Band Sh–Z, dritte, völlig neu bearbeitete Auflage, J. C. B. Mohr (Paul Siebeck), Tübingen 1962, Sp. 526–527
- Indische Religionen. In: Evangelisches Kirchenlexikon – Kirchlich-theologisches Handwörterbuch. Band H–O. Vandenhoeck & Ruprecht, Göttingen, 2. Auflage 1962, Sp. 298–302.
- Geschichte der evangelischen Mission. In: Evangelisches Kirchenlexikon – Kirchlich-theologisches Handwörterbuch. Vandenhoeck & Ruprecht, Göttingen, 2. Auflage 1962, Band H–O, Sp. 1347–1354.
- Lamaismus. In: Evangelisches Kirchenlexikon – Kirchlich-theologisches Handwörterbuch. Band H–O. Vandenhoeck & Ruprecht, Göttingen, 2. Auflage 1962, Sp. 1025–1026.

Übersetzungen
- Eli Stanley Jones: Der Christus der indischen Landstraße. Jesu Nachfolge in Indien. Übersetzung des englischen Buches The Christ of the indian Road. von Paul Gäbler. Furche Verlag 1. Aufl. November 1928, 5. Aufl. Mai 1929, 9. Aufl. März 1930. 10. Auflage Herbst 1930.
- Eli Stanley Jones: Christus am Runden Tisch. Offene Aussprachen unter Jesu Augen in Indien. Übersetzung des englischen Buches At the round table. von Paul Gäbler. Furche Verlag. Die 1. Auflage erschien 1930 und war am ersten Verkaufstag durch Vorbestellungen vergriffen. 3. Auflage ohne Jahresangabe.

## Archive
Archivbestand vom Evangelisch-lutherisches Missionswerk Leipzig
Seit dem Frühjahr 2006 befindet sich der überwiegende Teil des Archivbestandes vom Evangelisch-lutherischen Missionswerk Leipzig als Dauerleihgabe im Archiv der Franckeschen Stiftungen in Halle an der Saale. Nach Halle gegeben wurden die Bestände des Archivs, die vor der Umwandlung der Leipziger Mission in das Evangelisch-Lutherische Missionswerk Leipzig am 1. Juli 1993 entstanden sind. Es sind dies unter anderem die Personalakten der verstorbenen Missionarinnen und Missionare, Missionslehrerinnen sowie Krankenschwestern der Leipziger Mission – einschließlich der ausführlichen Dokumentation ihrer Arbeit (ca. 100 lfd. Meter). Personalakten noch lebender Missionare sowie eine Handbibliothek für die Mitarbeitenden verbleiben im Missionshaus Leipzig. Dort finden sich auch weitere Sammlungen. Die Bestände zu Paul Gäbler finden sich bei II.31.19. und II.31.8.3., und es gibt weitere verstreute Aktenbestände.
Landeskirchliches Archiv Hannover und Pfarrarchive
- Landeskirchliches Archiv Hannover, siehe: Hans Otte (Bearbeiter): Übersicht über die Bestände des Landeskirchlichen Archivs Hannover (1983) und siehe hier.
- Pfarrarchive der Ev.-luth. Kirchengemeinde Oesselse und der Ev.-luth. Kirchengemeinde Niedernjesa.

Evang.-Luth. Mission (Leipziger Mission) zu Erlangen e. V.
- Ev.-luth. Missionswerk in Niedersachsen (ELM) Archiv